# Lijst van voetbalinterlands Montenegro - Zwitserland
Deze lijst van voetbalinterlands is een overzicht van alle officiële voetbalwedstrijden tussen de nationale teams van Montenegro en Zwitserland. De landen hebben tot op heden twee keer tegen elkaar gespeeld. De eerste ontmoeting, een kwalificatiewedstrijd voor het Europees kampioenschap voetbal 2012, werd gespeeld in Podgorica op 8 oktober 2010. Het laatste duel, de returnwedstrijd in dezelfde kwalificatiereeks, vond plaats op 11 oktober 2011 in Bazel.

## Wedstrijden
| № | Plaats    | Datum           | Competitie           | Wedstrijd                | Uitslag |
| - | --------- | --------------- | -------------------- | ------------------------ | ------- |
| 1 | Podgorica | 8 oktober 2010  | EK 2012 kwalificatie | Montenegro – Zwitserland | 1 – 0   |
| 2 | Bazel     | 11 oktober 2011 | EK 2012 kwalificatie | Zwitserland – Montenegro | 2 – 0   |

## Samenvatting
| Competitie      | Totaal gespeeld | Winst Montenegro | Gelijk | Winst Zwitserland | Doelsaldo Montenegro – Zwitserland |
| --------------- | --------------- | ---------------- | ------ | ----------------- | ---------------------------------- |
| EK-kwalificatie | 2               | 1                | 0      | 1                 | 1 – 2                              |
| Totaal          | 2               | 1                | 0      | 1                 | 1 – 2                              |

## Details

### Eerste ontmoeting
De eerste ontmoeting tussen de nationale voetbalploegen van Montenegro en Zwitserland vond plaats op 8 oktober 2010. Het EK-kwalificatieduel, bijgewoond door 12.700 toeschouwers, werd gespeeld in het Stadion Pod Goricom in Podgorica, Montenegro, en stond onder leiding van scheidsrechter Eduardo Iturralde González uit Spanje. Hij werd bijgestaan door zijn landgenoten Roberto Díaz en Jon Núnez, en deelde twee gele kaarten uit.
| EK 2012 kwalificatie (Podgorica, Montenegro, 8 oktober 2010): |              | |
| Montenegro | 1 – 0        | Zwitserland |
| Mirko Vučinić 68' | goals        | |
| Zlatko Kranjčar | bondscoach   | Ottmar Hitzfeld |
| Mladen Božović Elsad Zverotić Stefan Savić Milan Jovanović Miodrag Džudović Marko Baša Simon Vukčević 85' Mitar Novaković Branko Bošković 46' Mirko Vučinić Radomir Đalović 90+2' | opstellingen | Marco Wölfli Reto Ziegler Steve von Bergen Scott Sutter Stéphane Grichting 77' Valentin Stocker 67' Xherdan Shaqiri Pirmin Schwegler Gökhan Inler 67' Marco Streller Alexander Frei |
| Mladen Kašćelan 46' Fatos Bećiraj 85' Radoslav Batak 90+2' Srđan Blažić Žarko Tomašević Luka Pejović Andrija Delibašić                                                            | wissels      | 67' Tranquillo Barnetta 67' Eren Derdiyok 77' Hakan Yakin Germano Vailati François Affolter Moreno Costanzo Gelson Fernandes David Degen                                            |
| Simon Vukčević 65' Mirko Vučinić 68' | gele kaarten | |

### Tweede ontmoeting
De tweede ontmoeting tussen de nationale voetbalploegen van Montenegro en Zwitserland vond plaats op 11 oktober 2011. Het EK-kwalificatieduel, bijgewoond door 19.997 toeschouwers, werd gespeeld in het St. Jakob-Park in Bazel, Zwitserland, en stond onder leiding van scheidsrechter Olegário Benquerença uit Portugal. Hij werd bijgestaan door zijn landgenoten Bertino Miranda en João Santos, en deelde vijf gele kaarten uit.
| EK 2012 kwalificatie (Bazel, Zwitserland, 11 oktober 2011): |              | |
| Zwitserland | 2 – 0        | Montenegro |
| Eren Derdiyok 51' Stephan Lichtsteiner 65' | goals        | |
| Ottmar Hitzfeld | bondscoach   | Branko Brnović |
| Diego Benaglio Johan Djourou Ricardo Rodríguez Stephan Lichtsteiner Steve von Bergen Granit Xhaka 85' Gökhan Inler Valon Behrami Xherdan Shaqiri 79' Eren Derdiyok 69' Admir Mehmedi | opstellingen | Mladen Božović Radoslav Batak Marko Ćetković Elsad Zverotić Stefan Savić 46' Luka Pejović 72' Nikola Drinčić Draško Božović 66' Radomir Đalović Dejan Damjanović Fatos Bećiraj |
| Innocent Emeghara 69' David Degen 79' Gelson Fernandes 85' Johnny Leoni Philippe Koch Timm Klose Fabian Frei                                                                         | wissels      | 46' Vladimir Božović 66' Andrija Delibašić 72' Petar Grbić Srđan Blažić Vladan Adžić Milan Jovanović Mladen Kašćelan                                                           |
| Stephan Lichtsteiner 14' Valon Behrami 22' | gele kaarten | 40' Fatos Bećiraj 42' Radomir Đalović 90+1' Marko Ćetković |

FSCG · A-internationals · Bondscoaches · Statistieken · Montenegrijns vrouwenelftal · Montenegro U21 · Montenegro U20 · Montenegro U19 · Montenegro U17 · Servië en Montenegro U19 · Servië en Montenegro U17
2003 – 2006** · 
2007 – 2009 · 
2010 – 2019 ·
2020 − 2029
EK 2008 · 
EK 2012 · 
EK 2016
WK 2006** · 
WK 2010 · 
WK 2014 · 
WK 2018
OS 2004** · 
OS 2008 · 
OS 2012 · 
OS 2016
2007 · 
2008 · 
2009 · 
2010 · 
2011 · 
2012 · 
2013 · 
2014 · 
2015 · 
2016 · 
2017 ·
2018 ·
2019 ·
2020 ·
2021 ·
2022 ·
2023
Albanië ·
Armenië ·
Azerbeidzjan ·
België · 
Bosnië en Herzegovina ·
Bulgarije ·
Colombia ·
Cyprus ·
Denemarken · 
Engeland ·
Estland ·
Faeröer ·
Finland ·
Georgië ·
Ghana ·
Gibraltar ·
Griekenland ·
Hongarije ·
Ierland ·
IJsland ·
Iran · 
Israël ·
Italië ·
Japan ·
Kazachstan ·
Kosovo ·
Letland ·
Libanon ·
Liechtenstein ·
Litouwen ·
Luxemburg ·
Moldavië ·
Nederland ·
Noord-Ierland ·
Noord-Macedonië ·
Noorwegen ·
Oekraïne ·
Oezbekistan ·
Oostenrijk ·
Polen ·
Roemenië ·
Rusland · 
San Marino ·
Servië ·
Slovenië ·
Slowakije ·
Tsjechië ·
Turkije ·
Wales ·
Wit-Rusland ·
Zweden ·
Zwitserland
Argentinië (2006) · 
Ivoorkust (2006) · 
Nederland (2006)
** - Onder de naam Servië en Montenegro
SFV · A-internationals · Selecties · Bondscoaches · Zwitsers vrouwenelftal · Olympisch elftal · Zwitserland U21 · Zwitserland U19 · Zwitserland U18 · Zwitserland U17 · Zwitserland U16 · Vrouwen U17
1905 – 1919 · 
1920 – 1929 · 
1930 – 1939 · 
1940 – 1949 · 
1950 – 1959 · 
1960 – 1969 · 
1970 – 1979 · 
1980 – 1989 · 
1990 – 1999 · 
2000 – 2009 · 
2010 – 2019 · 
2020 – 2029
EK's: 1996 · 
2004 · 
2008 · 
2016 · 
2020 · 
2024
WK's: 1934 · 
1938 · 
1950 · 
1954 · 
1962 · 
1966 · 
1994 · 
2006 · 
2010 · 
2014 · 
2018 · 
2022
OS: 1924 · 
1928 · 
2012
1905 · 
1906 · 1907 · 
1908 · 
1909 · 
1910 · 
1911 · 
1912 · 
1913 · 
1914 · 
1915 · 
1916 · 
1917 · 
1918 · 
1919 · 
1920 · 
1921 · 
1922 · 
1923 · 
1924 · 
1925 · 
1926 · 
1927 · 
1928 · 
1929 · 
1930 · 
1931 · 
1932 · 
1933 · 
1934 · 
1935 · 
1936 · 
1937 · 
1938 · 
1939 · 
1940 · 
1941 · 
1942 · 
1943 · 
1944 · 
1945 · 
1946 · 
1947 · 
1948 · 
1949 · 
1950 · 
1952 ·
1952 · 
1953 · 
1954 · 
1955 · 
1956 · 
1957 · 
1958 · 
1959 · 
1960 · 
1961 · 
1962 · 
1963 · 
1964 · 
1965 · 
1966 · 
1967 · 
1968 · 
1969 · 
1970 · 
1971 · 
1972 · 
1973 · 
1974 · 
1975 · 
1976 · 
1977 ·
1978 · 
1979 · 
1980 · 
1981 · 
1982 · 
1983 · 
1984 · 
1985 · 
1986 · 
1987 · 
1988 · 
1989 · 
1990 ·
1991 · 
1992 · 
1993 · 
1994 ·
1995 · 
1996 · 
1997 · 
1998 · 
1999 · 
2000 · 
2001 · 
2002 · 
2003 · 
2004 · 
2005 · 
2006 · 
2007 · 
2008 · 
2009 · 
2010 · 
2011 · 
2012 · 
2013 ·
2014 ·
2015 ·
2016 ·
2017 ·
2018 ·
2019 ·
2020 ·
2021 ·
2022
Albanië ·
Algerije · 
Andorra · 
Argentinië ·
Australië ·
Azerbeidzjan ·
België ·
Bolivia ·
Bosnië en Herzegovina ·
Brazilië ·
Bulgarije ·
Canada ·
Chili ·
China ·
Colombia ·
Costa Rica ·
Cyprus ·
Denemarken ·
DDR ·
Duitsland ·
Ecuador ·
Egypte ·
Engeland · 
Estland ·
Faeröer ·
Finland ·
Frankrijk ·
Georgië ·
Ghana ·
Gibraltar ·
Griekenland ·
Honduras ·
Hongarije ·
Hongkong ·
Ierland ·
IJsland ·
Israël ·
Italië ·
Ivoorkust ·
Jamaica ·
Japan ·
Joegoslavië ·
Kameroen ·
Kenia ·
Kosovo ·
Kroatië ·
Letland ·
Liechtenstein ·
Litouwen ·
Luxemburg ·
Malta ·
Marokko ·
Mexico ·
Moldavië ·
Montenegro ·
Nederland ·
Nigeria ·
Noord-Ierland ·
Noorwegen ·
Oekraïne ·
Oman ·
Oostenrijk ·
Panama ·
Peru ·
Polen ·
Portugal ·
Qatar ·
Roemenië ·
Rusland ·
Saarland ·
San Marino ·
Schotland ·
Servië ·
Slovenië ·
Slowakije ·
Sovjet-Unie · 
Spanje ·
Togo ·
Tsjechië ·
Tsjecho-Slowakije ·
Tunesië ·
Turkije ·
Uruguay ·
Venezuela ·
VA Emiraten ·
Verenigde Staten ·
Wales ·
Wit-Rusland ·
Zimbabwe ·
Zuid-Korea ·
Zweden
Albanië (2016) ·
Argentinië (2014) ·
Brazilië (2018) ·
Chili (2010) ·
Costa Rica (2018) ·
Ecuador (2014) ·
Frankrijk (2006) ·
Frankrijk (2014) ·
Frankrijk (2016) ·
Frankrijk (2021) ·
Honduras (2010) · 
Honduras (2014) · 
Italië (2021) · 
Oekraïne (2006) ·
Portugal (2008)  · 
Portugal (2022) · 
Roemenië (2016) · 
Servië (2018) ·
Spanje (2010) ·
Spanje (2021) ·
Togo (2006) ·
Tsjechië (2008) ·
Turkije (2008) ·
Turkije (2021) ·
Wales (2021) ·
Zuid-Korea (2006) ·
Zweden (2018)